# Urobotrya longipes
Urobotrya longipes är en tvåhjärtbladig växtart som först beskrevs av François Gagnepain, och fick sitt nu gällande namn av Hiepko. Urobotrya longipes ingår i släktet Urobotrya och familjen Opiliaceae. Inga underarter finns listade i Catalogue of Life.